# Unió Musical Quartell
La Unió Musical Quartell és una societat musical fundada en 1866 en el municipi de Quartell, al Camp de Morvedre (País Valencià). La banda de música de Quartell ha aconseguit diversos guardons i reconeixements al llarg de la seua història.